# يان بورنس
يان بورنس (بالإنجليزية: Ian Burns)‏ (1 يناير 1939 بأبردين في المملكة المتحدة - 6 ديسمبر 2015 في المملكة المتحدة) هو مدرب كرة قدم ولاعب كرة قدم بريطاني في مركز الوسط. لعب مع نادي أبردين ونادي بريتشين سيتي وBanks o' Dee F.C. ‏ وDeveronvale F.C. ‏.

## وصلات خارجية
- يان بورنس على موقع قاعدة بيانات كرة القدم.إي يو (الإنجليزية)